# Horacio Vaggione
Horacio Vaggione (n. Coronel Moldes, Río Cuarto, provincia de Córdoba, 1943) es un compositor argentino de música instrumental y electroacústica especializado en técnicas digitales (micromontaje, síntesis granular y microsonido). 

## Biografía
Estudio piano y composición en la Universidad Nacional de Córdoba (1958-1963) y en Buenos Aires con Juan Carlos Paz (1960-1963), y luego Informática musical en la Universidad de Illinois (Estados Unidos) con Lejaren Hiller y Herbert Brün. En 1965 funda con otros compositores argentinos el Centro de Música Experimental (CME) de la Universidad Nacional de Córdoba , , donde trabaja hasta 1968. Desde 1969 Vaggione vive en Europa. En Madrid, España (1969-1973) fue miembro del grupo de música electrónica ALEA junto a Luis de Pablo, trabajando en el proyecto Música y Ordenador en la Universidad de Madrid. En 1978 se instala en Francia, donde reside actualmente, realizando sus composiciones en diversos centros: IMEB (Institut International de Musique Electroacustique de Bourges), IRCAM (Institut de Recherche et Coordination Acoustiqe/Musique), INA-GRM (Institut National de l'Audiovisuel). En 1983 obtiene un doctorado en musicología en la Universidad de París VIII. En 1987-1988 fue residente en Berlín, con una beca de la DAAD (Agencia Académica de Alemania), trabajando en el Estudio Electrónico de la Universidad Técnica de Berlín. Desde 1989 es profesor titular de composición en la Universidad de París VIII, siendo también director de investigación en la Ecole Doctorale Esthétique, Sciences et Technologies des Arts y fundador (en 1996) del Centre de Recherches Informatique et Création Musicale (CICM) Archivado el 30 de octubre de 2016 en Wayback Machine..

Entre los premios de composición cabe destacar: Prix Newcomp (Cambridge, 1983). Prix de Bourges (1983, 1986, 1988). Euphonie d'Or (1992). ICMA Award (International Computer Music Association, Estados Unidos, 1992). Prix Ton Bruynel (Ámsterdam, 2010). Giga-Hertz Preis ( ZKM - Zentrum für Kunst und Medientechnologie, Karlsruhe, Alemania, 2011), etc.
Ha escrito 54 artículos, publicados en Actas de congresos, libros (MIT Press, Harwoord Academic Publishers, Swett and Zeitlinger, L’Harmattan, Routledge) y revistas especializadas (Computer Music Journal, Contemporary Music Review, Journal of New Music Research, Musica-Realtà, etc.)

## Composiciones (lista parcial)
- Secuencias  para ensamble instrumental (1963)
- Verticales para ensamble instrumental y dispositivo de feedback (1965) (CD CMMAS CD017, 2014)
- Sonata IV para piano y cinta magnética (1966, LP JME-1, Bienal americana de arte, Córdoba, Argentina)
- Triadas, para orquesta sinfónica (1968)
- Modelos de Universo III para ensamble instrumental y sonidos digitales (1972)
- Undicit (1976) para 18 instrumentos
- Octuor  (1982), LP Computer Musik, IBM Deutschland (1984)
- Fractal C (1984)
- Thema para saxofón bajo & cinta generada por ordenador (1985, WERGO WER 2026-2)
- Tar   para clarinete bajo & cinta generada por ordenador (1987, Le Chant du Monde, LCD 278046/47)
- Sçir pour flauta baja/contrabaja & cinta generada por ordenador (1988, DAAD Berlín LC 0864)
- Ash (1990, Ina REF INAG 6032)
- Till para piano & cinta generada por ordenador (1991, Chrysopée Electronique LCD 278 1102)
- Kitab para clarinete bajo, piano, contrabajo & sonidos controlados por ordenador (1992, Centaur CRC 2255)
- Tahil para piano (1992, Chrysopée Electronique LCD 278 1102)
- Myr   para piano (1993, Chrysopée Electronique LCD 278 1102)
- Rechant música electroacústica (1994)
- Schall (1995, Chrysopée Electronique LCD 278 1102)
- Myr-S para violoncelo y dispositivo electroacústico (1996)
- Nodal (1997, Ina REF INAG 6032)
- Agon (1998, ICMC 01, Berlín; Opus 30 IMEB LCD 2781117)
- Préludes suspendus II (2000, CMR Vol. 24 part 4+5 - livre + CD)
- 24 Variations (2001, ICMC Göteborg LJCD 5232)
- Phases para clarinete, piano y dispositivo electroacústico (2001, Ina REF INAG 6032)
- Harrison Variations (2002, EMF Media, EM 153)
- Atem para corno, clarinete bajo, piano, contrabajo y dispositivo electroacústico (2002, CMR Vol. 24 part 4+5 - livre + CD)
- Gymel para dispositivo electroacústico (2003)
- Taléas para flautas Paetzold y dispositivo electroacústico (2002/2004, CMR Vol. 24 part 4+5 - livre + CD)
- Arenas (2007, Ina REF INAG 6032)
- Préludes suspendus III (2009)
- Poins critiques (2011, Ina REF INAG 6032)
- Consort for convolved violins (2011)
- Consort for convolved pianos (2012)
- Undicit IV para flauta, clarinete, piano, violín, violoncelo y dispositivo electroacústico (2013)
- Arches (2013)
- Mécanique des fluides (2014)